# Julián Lobera y Valtierra
Julián Lobera y Valtierra (Munébrega, 1350/1360 – Spagna, 21 agosto 1435) è stato un presbitero spagnolo.

## Biografia
Di nobile famiglia, era figlio di Domingo Lobera e Catalina Clara de Valtierra y Aragón. Studiò diritto presso l'Università di Lleida. Andato sposo a Isabel de Heredia, rimase presto vedovo, decidendo quindi di dedicarsi alla carriera ecclesiastica. Ricevette l'ordinazione sacerdotale nella diocesi di Tarazona. Nominato cappellano del vescovo Fernando Pérez Calvillo, fu nominato canonico a Calatayud. Quando il vescovo Pérez Calvillo (futuro pseudocardinale) fu trasferito (1396) dalla diocesi di Vic alla diocesi di Tarazona, il Lobera fu nominato vicario generale e amministratore delle rendite della diocesi di Vic. Presenziò alle cortes convocate a Saragozza dal re Martino I di Aragona. Si recò quindi ad Avignone per incontrare Pérez Calvillo e l'antipapa Benedetto XIII e vi subì l'assedio perpetrato dalle truppe francesi di Giovanni II Le Meingre, detto "Boucicault". Nel 1407 presenziò all'incontro tra l'antipapa Benedetto XIII e gli ambasciatori di papa Gregorio XII. Il giorno precedente il proprio decesso, l'antipapa Benedetto XIII lo nominò cardinale con il titolo di cardinale presbitero di San Clemente. Contemporaneamente fu Decano del Sacro Collegio di osservanza avignonese. Il 10 giugno partecipò al conclave del 1423 che elesse l'antipapa Clemente VIII. Il 16 agosto 1429 egli rimise i suoi incarichi al legato di papa Martino V, il cardinale Pietro di Foix, detto il Vecchio. Morì nel 1435 e la sua salma fu inumata nella cappella della chiesa di Munébrega.